# بريت دينيفي
بريت و. دينيفي (مواليد 1980) هي جيولوجية كواكب في مختبر الفيزياء التطبيقية بجامعة جونز هوبكنز. تشغل منصب نائب المحقق الرئيسي في الكاميرا المدارية الاستطلاعية القمرية. في عام 2014، سُمي الكويكب 9026 باسم Denevi . حصلت على سبع جوائز من مجموعة ناسا للإنجازات وفي عام 2014 حصلت على زمالة ناسا في وقت مبكر للوظيفة. في عام 2015، حصلت على جائزة العلماء الشباب المتميزين من أكاديمية ماريلاند للعلوم.

## الحياة المهنية
حصلت على البكالوريوس في العلوم الجيولوجية عام 2002 من جامعة نورث وسترن، وعلى درجة الدكتورة في الجيولوجيا والجيوفيزياء عام 2007 من جامعة هاواي.
من 2007 إلى 2010، كانت جزءًا في جامعة ولاية أريزونا حيث عملت نائب عالم الأدوات لنظام نائب عالم أجهزة التصوير المزدوج لعطارد، على متن مركبة ماسنجر (مسبار فضائي) الفضائية في عم، حيث قادت المعايرة أثناء الرحلة وشاركت في قيادة مجموعة اتدريب الجيولوجي. كانت الدكتور دينيفي أيضًا من العلماء المشاركين في مهمة الفجر في Vesta لفحص التضاريس المحفورة ووجود المواد المتطايرة. هي عالمة جيولوجيا وكواكب في مختبر الفيزياء التطبيقية بجامعة جونز هوبكنز. 
وصفت بريت في مقابلة لها بأن حياتها المهنية عبارة عن «تتبع المسار التقليدي». كما شددت على ضرورة «قول نعم للفرص التي تصادفك».

## الجوائز
| 2015 | أكاديمية ماريلاند للعلوم عالم شاب متميز                                           |
| 2015 | جائزة NASA Group Achievement Award ، LRO Extended Science Mission Team            |
| 2014 | زمالة ناسا للتوظيف المبكر                                                         |
| 2014 | تسمية الكويكب 9026 Denevi تكريما                                                  |
| 2013 | جائزة NASA Group Achievement Award ، Dawn Science Team                            |
| 2013 | NASA RH Goddard الإنجاز الاستثنائي للعلوم - فريق، LRO Science Mission Team        |
| 2011 | جائزة NASA Group Achievement Award ، مهمة استكشاف المركبة المدارية لاستكشاف القمر |
| 2011 | جائزة NASA Group Achievement Award ، فريق عمليات مهمة LRO                         |
| 2010 | جائزة NASA Group Achievement Award ، فريق استكشاف القمر المداري                   |
| 2007 | منحة جامعة هاواي واتومول الدراسية                                                 |
| 2002 | جائزة جامعة نورث وسترن شلنجر لعلوم الأرض الجامعية                                 |

## المنشورات
- Denevi، BW، MS Robinson، AK Boyd، DT Blewett، RL Klima (2016) توزيع ومدى الدوامات القمرية، إيكاروس، 273، 53-67، دوى: 10.1016 / j.icarus.2016.01.017.
- Denevi، BW، MS Robinson، AK Boyd، H. Sato، BW Hapke، BR Hawke (2014) توصيف التجوية الفضائية من الاستطلاع القمري المداري، الملاحظات فوق البنفسجية للقمر، مجلة البحوث الجيوفيزيائية: الكواكب، 119، 967-997، دوى: 10.1002 / 2013JE004527.
- Denevi و BW و CM Ernst و HM Meyer و MS Robinson و SL Murchie و JL Whitten و JW Head و TR Watters و SC Solomon و LR Ostrach و CR Chapman و PK Byrne و C. Klimczak و PN Peplowski (2013) التوزيع والأصل من السهول الملساء على عطارد، مجلة البحوث الجيوفيزيائية: الكواكب، 118، 1-17، دوى: 10.1002 / jgre.20075.
- Denevi، BW، Blewett، DT، Buczkowski، DL، Capaccioni، F. Capria، MT، De Sanctis، MC، Garry، WB، Gaskell، RW، Le Corre، L. Li، J. -Y. Marchi، S. McCoy، TJ، Nathues، A. O'Brien، DP، Petro، NE، Pieters، CM، Preusker، F. Raymond، CA، Reddy، V. Russell، CT، Schenk، P. Scully ، JEC، Sunshine، JM، Tosi، F. Williams، DA، Wyrick، D. (2012)، Pitted Terrain on Vesta والآثار المترتبة على وجود المواد المتطايرة، Science، 338، 246–249.
- دينفي، بريت دبليو، كويبر، ستيفن د. روبنسون، مارك س. جاري، دبليو برنت، هوك، ب. راي، تران، ثان ن. لورانس، صامويل ج. كيزثيلي، لازلو ب، بارنوين، Olivier S. Ernst ، Carolyn M. Tornabene ، Livio L. (2012)، القيود المادية على خصائص ذوبان الصدمات من صور الكاميرا المدارية لاستطلاع القمر، إيكاروس، 219، 665-675.
- دينفي، بريت دبليو، روبنسون، مارك إس، سولومون، شون سي، مورشي، سكوت إل، بلويت، ديفيد تي، دومينغو، ديبورا إل. ماكوي، تيموثي ج، إرنست، كارولين إم، هيد، James W. Watters ، Thomas R. Chabot ، Nancy L. (2009)، The Evolution of Mercury's Crust: A Global Perspective from MESSENGER ، Science ، 324، 613-618.
- Denevi ، BW ، Lucey ، PG ، Sherman ، SB ، (2008)، نمذجة النقل الإشعاعي لأطياف الأشعة تحت الحمراء القريبة من تربة الفرس القمرية: النظرية والقياس، مجلة البحوث الجيوفيزيائية - الكواكب، 113.
- Denevi ، BW ، Robinson ، MS ، (2008)، عطارد البياض من Mariner 10: الآثار المترتبة على وجود الحديدوز، إيكاروس، 197، 239-246
- Denevi ، BW ، Lucey ، PG ، Hochberg ، EJ ، Steutel ، D. (2007)، الثوابت البصرية للأشعة تحت الحمراء القريبة من البيروكسين كدالة لمحتوى الحديد والكالسيوم، Journal of Geophysical Research-Planets ، 112.

## روابط خارجية
- سلسلة محاضرات استكشاف الفضاء في متحف سميثسونيان الوطني للطيران والفضاء. القمر الجديد. التطورات الحديثة في علوم القمر قدمه بريت دينيفي.
- منشورات مدونة بريت دينيفي لمبادرة LROC .